# Radio Nova
Radio Nova es una cadena de radio peruana que emite música tropical peruana (cumbia, salsa, merengue) para las ciudades de Chimbote, Trujillo, Chiclayo, Piura, Casma , Ica, Virú y Huamachuco. Se lanzó al aire el 15 de junio de 1992 en Trujillo y su propietario es Nova Producciones. Las estaciones que forman parte de la cadena producen su propia programación.
Desde el 2002, Radio Nova ha sido una de las radios más escuchadas al nivel regional. En encuestas realizadas en mayo y junio de 2021, Radio Nova permaneció como una de las radios más escuchadas en Chimbote, Trujillo, Piura e Ica. Asimismo en 2022, el estudio CPI colocó nuevamente como liderato de la radio para las filiales Trujillo, Chimbote, Piura, Chiclayo y Virú en las encuestas de 2022.
Desde su salida al aire, Radio Nova ha realizado numerosos conciertos y bailes con ciertas agrupaciones musicales como Grupo 5, Agua Marina, Caribeños de Guadalupe, Armonía 10, Corazón Serrano, Claveles de la Cumbia, Cantaritos de Oro, Hermanos Yaipén, Hermanos Silva, Orquesta Candela, La Única Tropical, Zafiro Sensual, Hermanos Chapoñay, Marisol, Jerry Rivera, Yahaira Plasencia, La Bella Luz entre otros, como principales patrocinadores de la radio.

## Historia
Radio Nova comenzó sus emisiones en 1992 en la ciudad de Trujillo, inicialmente bajo el nombre Nova Stereo, su fundador fue Augusto Franco. Debido a la popularidad de varios grupos musicales de cumbia como Grupo 5, Armonía 10 y Caribeños de Guadalupe, Nova Stereo se expande a otras ciudades como Piura, Chimbote y Chiclayo en 2006, con estaciones de programación autónoma.
En 2008, la cadena de radio ya contaba con el auspicio de varias agrupaciones musicales, por lo que cobró popularidad. Un año más tarde, en 2009, cambia de nombre a Radio Nova, con nuevo logotipo, pero conservando su particular eslogan: ¡Se las come a todas!
Nace en 2011 el Disco Nova de la semana, en el que muestra a la canción más preferida por el público. Si bien, esto supuso el incremento en su audiencia, por permitir la participación en la programación por sus oyentes, así como la creación del Ranking Nova de la Semana. 
Actualmente, diferentes cadenas cuentan con el locutor con el que se empezó a transmitir por primera vez, en ello destacan: Gerardo Geldres, Roberto Carlos y Karlitos Rosas para la filial de Trujillo, y Laly López para la filial de Chimbote.
En 2012 Radio Nova Chimbote firmaría alianzas con el Vivero Forestal, de allí nace la Feria de San Pedrito. Un evento que reuniría a artistas nacionales e internacionales con el fin de celebrar una de las fiestas más importantes del Chimbote: El día de San Pedro. El evento contaría con una gran inauguración, así como un gran cierre del evento. El evento contó con un gran sustento en cuanto a promociones y artistas. Sin embargo, no fue hasta 2019 cuando el evento causó gran conmoción y empezó a convertirse en Evento Patrimonial de Chimbote.
En 2017, se llevaría a cabo un gran concierto con varios artistas, siendo este evento denominado EcoFeria. En este, participaron artistas como Armonía 10, GIT, Grupo 5, Zaperoko, Son Tentación, Márama, Amén, Ráfaga, Vicky Corbacho, Josimar y su Yambú, Caribeños de Guadalupe, Campesinos de Bambamarca, Rodrigo Lozano, Thomas Young, Kalé, Libido, Raúl Romero, Mar de Copas, Marisol, entre otros. Según fuentes como El Distrito de Nuevo Chimbote fue todo un éxito.
En 2018, Radio Nova lanzó nuevas estaciones en Casma y Virú. 
Dos años después, en 2020, la cadena reforma por completo su plantilla de locutores debido a la pandemia de la COVID-19. En ese mismo año, con el fin de digitalizarse y ampliar su cobertura, la cadena radial contrato los servicios de InnovateStream para llegar a varios países a través de internet. 
Además, los trabajadores de las estaciones de Trujillo y Piura, así como los locutores de ambas emisoras, dejaron de trabajar para la cadena. Radio Nova convocó audiciones en noviembre del mismo año, promocionado por la cadena como La Voz 2020 de Radio Nova, para elegir al próximo locutor. El ganador del casting fue Eduar Altamirano para la estación de Trujillo, a los 6 meses de su actividad en la radio termina dejando la emisora. En Piura, Paul Purizaca y Diana Yovera ganaron el concurso, pero permanecieron en la radio hasta julio de 2023 y enero de 2023, respectivamente.
En enero de 2021, Radio Nova inicia sus emisiones en Huamachuco con el lanzamiento de una estación afiliada en esa ciudad.
En diciembre de 2021, el fundador de la cadena radial Radio Nova, Augusto Franco Vargas, falleció en un accidente de tránsito en Piura y causó conmoción. En ese momento, renunciaron Eduar Altamirano, en Trujillo; y Andy Romero, en Piura. Tiempo después, en Trujllo, llegaron Héctor Felipe y Ronald Ríos para la conducción horarios de tarde. Ambos permanecieron por poco tiempo, hasta la llegada de Amado Armas, quien fue locutor estable en los horarios de tarde-noche.
Tras la muerte del fundador, la radio se reestructuró. Poco después, el logo de Radio Nova, así como la corporación, se modernizan. Además, con el evento "La Fiesta de San Pedrito", Radio Nova recuperaría su actividad con nuevos eventos, ya que según José Carlos Sernaqué, el evento fue seguido por más de 30 mil personas y le hizo cobrar más popularidad.

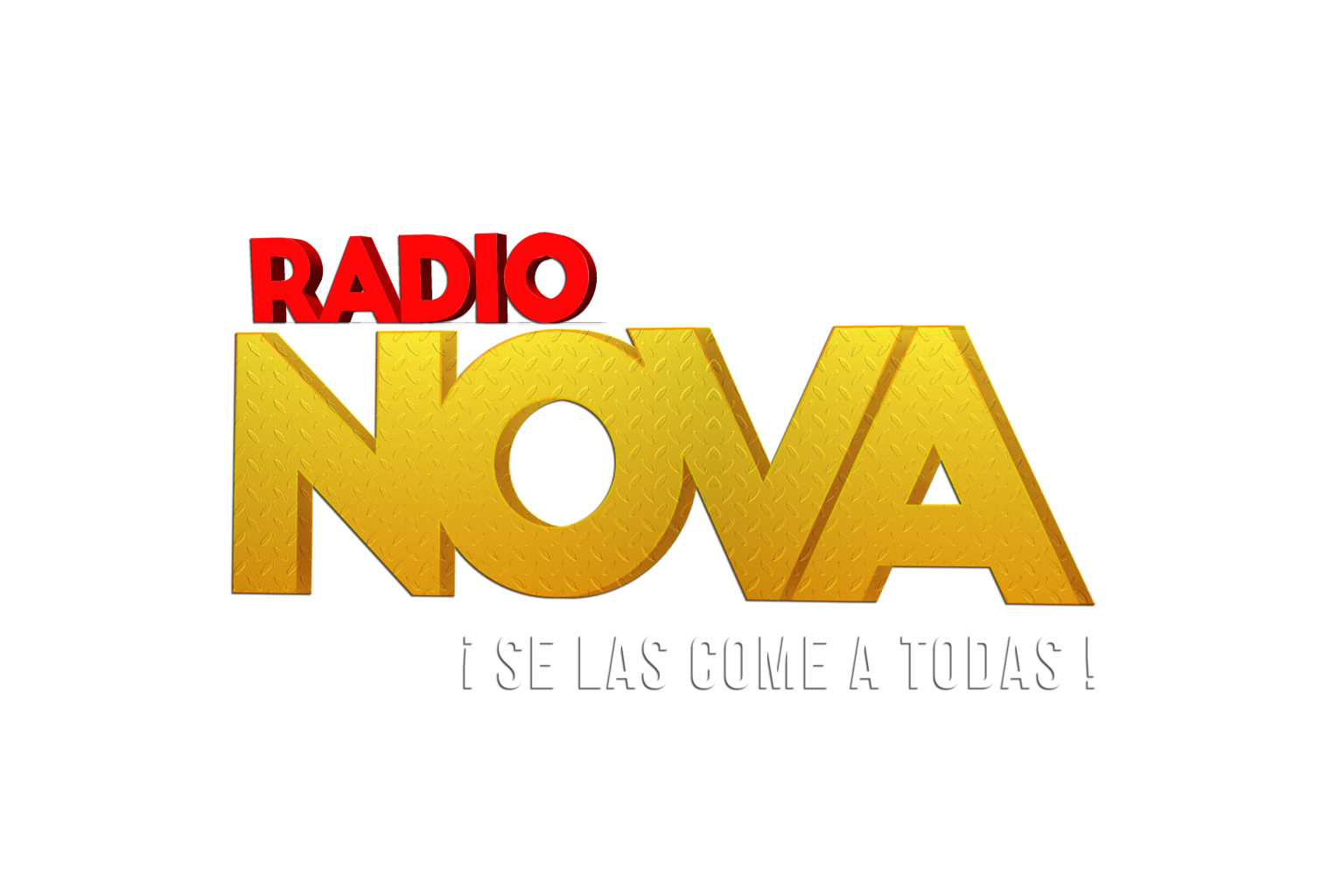
Logo de Radio Nova - 2022

El 2023, grandes artistas se incorporan como imagen de la radio como Los Tigres de la Cumbia, Los Rebeldes de la Cumbia, Hermanos Silva. Ellos realizaron colaboraciones para los programas El Milagro de Octubre, La Grati que no te tocó, El Cupido Regalón de Nova y Le Damos la vuelta a tu vuelta a clase. Además, se renombra el Disco Nova por la Super Nova.
En 2023, se recurre a la lista musical Nova exclusivo, para señalar a los nuevos éxitos de los artistas veteranos y recientes emitidos primero por la radio. Entre los artistas de la lista se encuentran Marisol, Cielo Torres, Claveles de la Cumbia, Rebeldes de la Cumbia, Ysabel Sevillano, Cuarteto Continental, Deyvis Orozco, Alexander Blas, Grupo 5, Sonando, Azucena Calvay, Armonía 10, Caribeños de Guadalupe, La Bella Luz, Hermanos Yaipén, Brunella Torpoco, Álvaro Rod, Los Capos de Colombia, Corazón Serrano, Internacional Yurimaguas, Son del Duke, Pamela Franco, Kate Candela e incluso Eddy Herrera, entre otros.
A mediados de mayo de 2024, la filial de Chimbote de Radio Nova presentó su evento EcoFeria, un evento musical donde participaron los artistas Mike Bahía, Caribeños de Guadalupe, Leslie Shaw, entre otros. Se emitió en la radio local.
En enero de 2025, se renombra el Nova Exclusivo por el Nova Novedoso. Asimismo los programas El WhatsApp de Nova y Las Que Mandan del Día se renombran a Los Nova Pedidos y El Nova Hit del Día respectivamente. 

Radio Nova renombra todas sus cuñas publicitarias por un inconveniente con el anterior locutor. Se renombra el Ranking Nova por el Ranking Súper Nova, además el ranking pasa de tener 10 ubicaciones a 15.

### Transmisión en Lima
En enero de 2024 Radio Nova oficializó el fichaje de Eddie Fleischman como conductor de un nuevo bloque deportivo en todas las filiales bajo el nombre de Fútbol total en Nova, que se estrenó el 19 de febrero. En marzo del mismo año se fichó Suu Rabanal para dirigir el programa Nova Podcast, donde se encargaría de entrevistar a famosos artistas. Ambos programas se emiten en simultáneo en todas sus filiales desde un plató en Lima.
Suu Rabanal dejaría de dirigirlo después de su primera actuación, debido a su baja audiencia Radio Nova canceló el programa.

## Audiencia
En 2020, fue señalada como en la radio más escuchada durante todos los meses consecutivos, según datos oficiales de CPI en la costa norte del Perú. Entre mayo y noviembre en 2021 fue señalada como la estación radial no satelital más escuchada según CPI las cadenas locales de Trujillo, Piura y Chimbote. 
A mediados de julio de 2023, CPI vuelve a consagrar la filial de Trujillo, Chimbote, Piura y Virú como la más escuchada en cada ciudad. Destaca el crecimiento espontáneo de la filial Piura, consiguiendo cifras que jamás había conseguido. Por otro lado, la filial de Chiclayo cayó al puesto 12 entre las más escuchadas, iniciando así una crisis radial en dicha ciudad. En nuevas encuestas realizadas por CPI en el periodo de octubre-noviembre, se vuelve a ratificar a Radio Nova entre las tres radios más escuchadas en Trujillo (7.8), Piura (6.1) y Chimbote (7.3).

## Eslóganes
- 2008-2009: Se las come a todas...
- 2009-presente: ¡Se las come a todas!

Eslóganes secundarios
- 2009-2009: Somos la radio más regalona del Perú
- 2019-2021: ¡Súbele el volumen a Nova!
- 2021-2021: ¡Radio Nova, está prendida!
- 2022-2022: Radio Nova, está buenaza
- 2023-2023: Radio Nova, más poderosa
- 2023-presente: La Radio que mueve el norte del Perú
- 2023-presente: Más Música, menos Floro

## Frecuencias
| Trujillo | Piura   | Chimbote | Chiclayo | Casma   | Ica     | Virú    | Huamachuco | Chulucanas | Paita   | Nasca   | Chincha | Pisco   |
| -------- | ------- | -------- | -------- | ------- | ------- | ------- | ---------- | ---------- | ------- | ------- | ------- | ------- |
| 105.1 FM | 94.5 FM | 104.3 FM | 94.9 FM  | 90.3 FM | 91.9 FM | 97.1 FM | 89.7 FM *  | 104.1 FM   | 88.7 FM | 91.1 FM | 89.1 FM | 92.3 FM |

* Lanzamiento de la filial el 8 de marzo de 2022, en 2023 se empieza a emitir simultáneamente con la filial de Trujillo  

## Programación
La programación varía según la estación afiliada a la cadena.
- La Cachina del amor
- Por las Rutas del Norte
- El despertador de Nova
- Boleros y Recuerdos de Nova
- Las viejas bien buenas
- El escenario imaginario de la Cumbia
- La hora regalona
- Nova Noticias
- El Versus de Nova
- Los Nova Pedidos
- La Hora de la Juventud
- Clásicos de la Cumbia
- El SuperShow de Nova
- Trilogía de la Cumbia
- Contra el Tráfico
- La Serenata de Nova
- DJ Nova
- El NovaTonazo
- El Vacilón de Nova
- Las 20 principales de Nova
- El Nova Hit del Día
- Fin de Semana con Nova
- Nominadas al Ranking Nova
- Ranking Nova de la semana (sábados)
- Domingos Nova
- Ranking Cumbia de la Historia (domingos)
- Fútbol Total en Nova con Eddie Fleischman
- "Nova Podcast con Suu Rabanal"

- El Festival Sanjuanero

- Anteriores
  - Noticias en tu Radio... Nova (pausa corta de noticias de Deportes, Política y otros)
  - El Sentir de los Pueblos
  - Cumbias y Carcajadas
  - Pico y Placa
  - Cumbia con todas las cremas
  - Directo al corazón
  - El Rincón de mis Abuelos
  - Cumbias de hoy, salsas de siempre
  - Pegamos las que más te gustan
  - Cumbias de ayer, hoy y siempre...
  - Cumbiagolazos de Nova
  - Los Titanes de la Cumbia
  - Aquí está la cumbia
  - Tardes de Vacilón
  - Tardes Estelares
  - El Show de las mamis
  - Los compadres de la Cumbia
  - Los ambulantes de la Cumbia
  - Las que Manndan del Día
  - El WhatsApp de Nova

### Programación de agrupación musical
- El SuperShow del Grupo 5
- Las SuperOlas de Agua Marina
- Clásicos de Corazón (En Piura)

- Anteriores
  - La Unicamania con la Única Tropical
  - La Zafiromanía

### Programación de canciones
- La Super Nova de la Semana
- El Nova Novedoso de la Semana
- La Top Nova de la Semana
- Nova Estreno
- El Nova Hit del Día
- Salsa de Nova
- El Hit de Nova
- Nova Balada
- Nova Calentita

- Anteriores
  - La Buenaza de la Semana
  - Primero sonó en Nova
  - Disco Nova de la Semana
  - El Nova Exclusivo
  - La Que Manda del Día

### Programación especial
- Patito Fresh (especial verano)
- Cumbias en las playas (especial verano)
- NovaVerano (especial verano 2022)
- Invierno con Nova
- Semana Santa con Nova (programación especial en Semana Santa)
- Feliz día mamá (programación especial Día de la Madre)
- Feliz día papá (progrmación especial Día del Padre)
- Especial Aniversario de Nova (programación especial a falta de días de su aniversario)
- Felices Fiestas Patrias
- Milagro de Octubre (programación especial de Octubre)
- Ya es Navidad (especial diciembre)
- Navidad en Nova (especial Navidad)
- Ranking Nova del año

### Eventos
- El SuperBono de Radio Nova
- La Caserita de Nova
- Canta Con Nova
- La Hora Regalona
- El Bono de Santa Rosita
- Comparte y gana
- El Bodegón de Nova
- El Próximo Bryan Arámbulo
- La Gran Elección
- Nova con la Selección
- El tapercito regalón de Nova
- La lotería de Nova
- Cumpleaños con Nova
- Los 30 de Nova
- Sonríe con Nova en esta Navidad
- El Juguetón de Nova
- Mercado Gratis para Mamá
- El Milagro de Octubre
- El tapercito de Nova
- Chapa tu Bono con Nova
- Le damos la vuelta a tu vuelta a clase
- NovaRegalazo a Mamá
- El Cúpido Regalón de Nova
- La Grati de Nova
- El Censo de Nova
- Al Cole con Nova
- El Bolillazo de Nova

## Locutores

### Lima
- Eddie Fleischman - Fútbol Total en Nova
- Suu Rabanal - Nova Podcast

### Piura
- Julio Mazas, El Papi
- Andy Romero
- Nacho García (regreso en agosto de 2024)
- Vladimir
- Doña Cañola
- Anteriores
  - Robertinho Albán (última emisión: 17 de junio de 2019)
  - Roger More (última emisión: 5 de septiembre de 2019)
  - Felix William, El Ruso (última emisión: enero de 2020)
  - DJ Paul
  - Jim Elias
  - Caleco Prado
  - Lito El Kape
  - Andy Romero (salida en 2022 y regreso en junio de 2023, última salida en octubre de 2023, regreso en diciembre de 2023)
  - Diana Yovera (salida en marzo de 2023)
  - Felix William, El Ruso (regreso a la cadena: diciembre de 2021 y salida en marzo de 2023)
  - Edwin Sales (salida en julio de 2023)
  - Paul Purizaca, El Papu (salida en octubre de 2023)
  - Hernán García (salida en noviembre de 2023)
  - José Estrada (salida en noviembre de 2023)
  - Nacho García (salida en febrero de 2024)
  - Germán Valiente
  - Paul Purizaca, El Papu (regreso en enero de 2024) (salida en agosto de 2024)
  - Eddy Espinoza

### Trujillo
- Karlitos Rosas
- Gerardo Geldres
- Frank Mendez
- Flor Cabellos “Pochita”
- Luis Fernando

- Anteriores
  - Lucho Fuentes
  - Walter Melgar Morán “Piurano” (última emisión: abril 2018)[20]
  - Raquel Zavaleta
  - Iván Quezada
  - Micky García
  - Diana Castillo (última emisión: diciembre de 2019)
  - Héctor Sánchez Muñoz (última emisión: abril de 2019)[21]
  - José Enrique Quispe Valderrama “Pepe Quispe,El Genial” (última emisión: 31 de diciembre de 2020)
  - Eduar Altamirano (primera emisión: 2 de enero de 2021, última emisión: 4 de abril de 2021)[11]
  - Héctor Felipe (primera emisión: 3 de abril de 2021) (segundo candidato en el evento La Voz 2020 Radio Nova debido a la salida de Eduar Altamirano, última emisión: 9 de mayo de 2021)
  - Ronald Ríos (primera emisión: 10 de mayo de 2021, última emisión: 30 de octubre de 2021, regreso: 1 de febrero de 2022, finalmente con la llegada de José Carlos se va)
  - Diego Rojas (presentador de Nova Noticias)
  - Rubencito Ferrel
  - Henry Guevara (primera emisión: 30 de octubre de 2021)
  - José Carlos (salida en julio de 2023 y traspaso a la filial de Radio Nova Virú)
  - Roberto Carlos (salida en 2024)
  - Amado Arenas, Pescadito (salida en mayo de 2025)

### Chimbote
- Laly López
- José Carlos S.
- John de la Cruz
- Orlando Esquivel
- Luis Miranda
- Anteriores
  - Saúl Rodríguez
  - Yenko del Río
  - Fernando de la Vega
  - Kalin Lezama

### Chiclayo
- Percy Salazar
- Víctor Manuel
- Frank Lluen
- Marco Antonio Pacheco
- Anteriores
  - Sebastián Cercado
  - Juan Hidalgo
  - Alex Zamora

- - Coco Santiago
  - Marlon Alexander
  - Isabel Torres

### Ica
- Gustavo Berrocal
- Chichito Jr.

### Virú
- José Carlos (anteriormente en la filial de Trujillo)
- Dania Roldan
- Carlos Olivares
- DJ Olivares
- Julio C.
- Alex C.

- Anteriores
  - Diana Castillo (anteriormente en la filial Trujillo)
  - Ramón Yoplas
  - Wayki Javier